# Robstown
Robstown város az USA Texas államában, Nueces megyében. Lakosainak száma 10 143 fő (2020. április 1.).

## Népesség
A település népességének változása:

| 2010 | 11 487 |
| 2020 | 10 143 |